# Estação Amagerbro

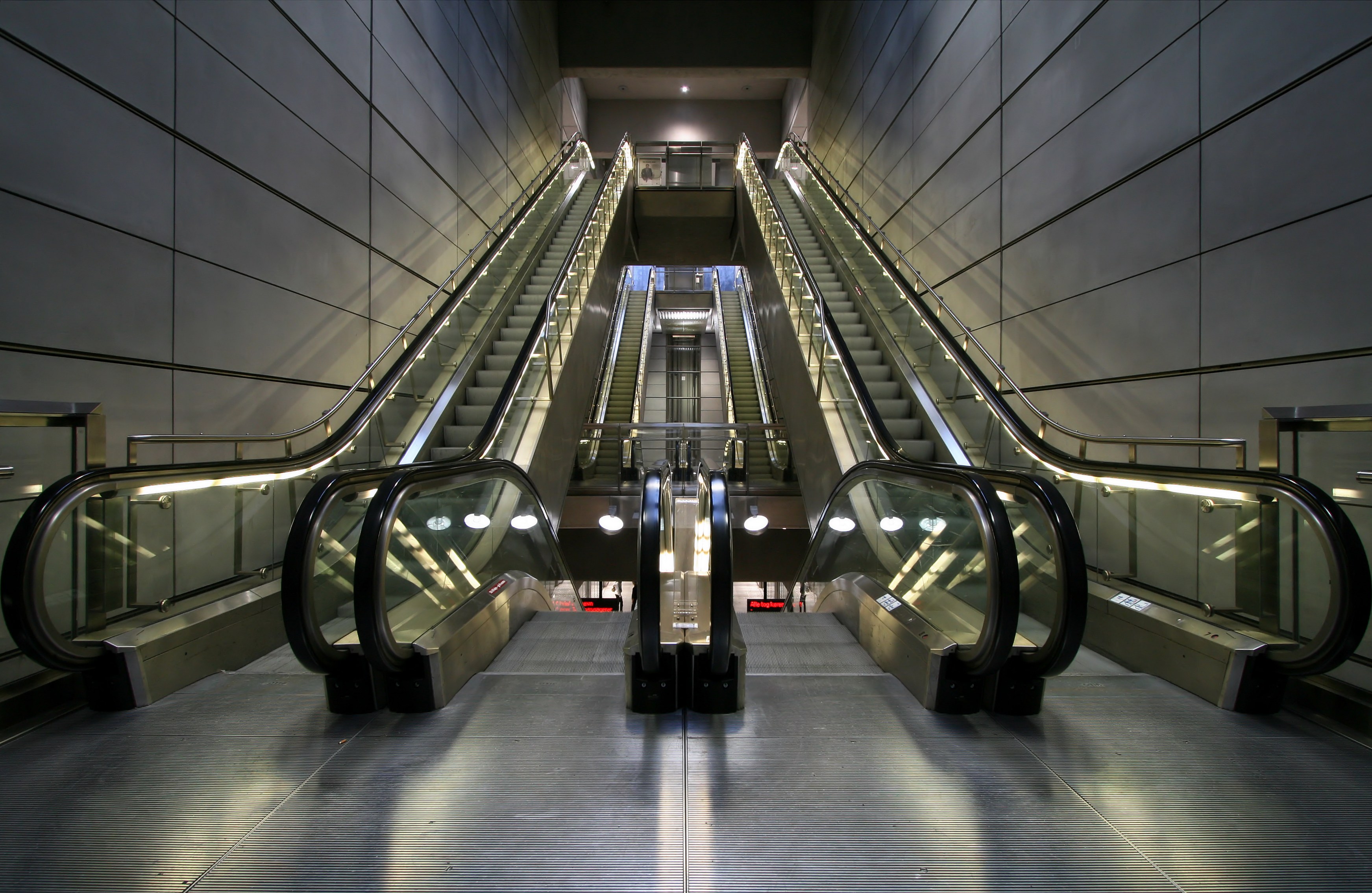
Escadas rolantes.

Amagerbro é uma da estação da linha M2 do metro de Copenhaga, na Dinamarca.